# Parafia św. Wojciecha Biskupa i Męczennika w Wyszkowie
Parafia rzymskokatolicka pw. św. Wojciecha Biskupa i Męczennika w Wyszkowie – należąca do dekanatu Wyszków, diecezji łomżyńskiej, metropolii białostockiej. Powstała 8 maja 1982 z parafii pw. św. Idziego w Wyszkowie.

## Miejsca kultu
Kościół parafialny
Obecny kościół murowany pw. Najświętszej Maryi Panny Częstochowskiej został zbudowany w latach 1993–2000.
Kościoły filialne i kaplice
Do parafii należy również kościół filialny pw. Świętego Rocha w miejscowości Gulczewo.

## Zasięg parafii
Do parafii należą wierni z następujących miejscowości
- Gulczewo,
- Kręgi Nowe,
- Kręgi,
- Michalin,
- Rybienko Nowe,
- Rybienko Stare,
- Rybno,
- Tulewo,
- Tulewo Górne

oraz ulice w Wyszkowie
- Aleja Róż,
- Bankowa,
- Bukowa,
- Chopina,
- Dębowa,
- Kasztanowa,
- Klonowa,
- Komisji Edukacji Narodowej,
- H. Kołłątaja,
- Kościuszki,
- 11 Listopada,
- 3 Maja,
- Makowa,
- Okrzei,
- Orzechowa,
- Pałacowa,
- Prosta,
- Pułtuska (do torów),
- Serocka (nr nieparzyste),
- Sowińskiego,
- Strażacka,
- Szkolna,
- Szpitalna,
- Wąska,
- Witosa,
- Złotych Kłosów